# Еркслебен (Берде)
Еркслебен (нім. Erxleben) — громада в Німеччині, розташована в землі Саксонія-Ангальт. Входить до складу району Берде. Складова частина об'єднання громад Флехтінген.
Площа — 83,39 км2. Населення становить 2799 ос. (станом на 31 грудня 2021).

## Галерея

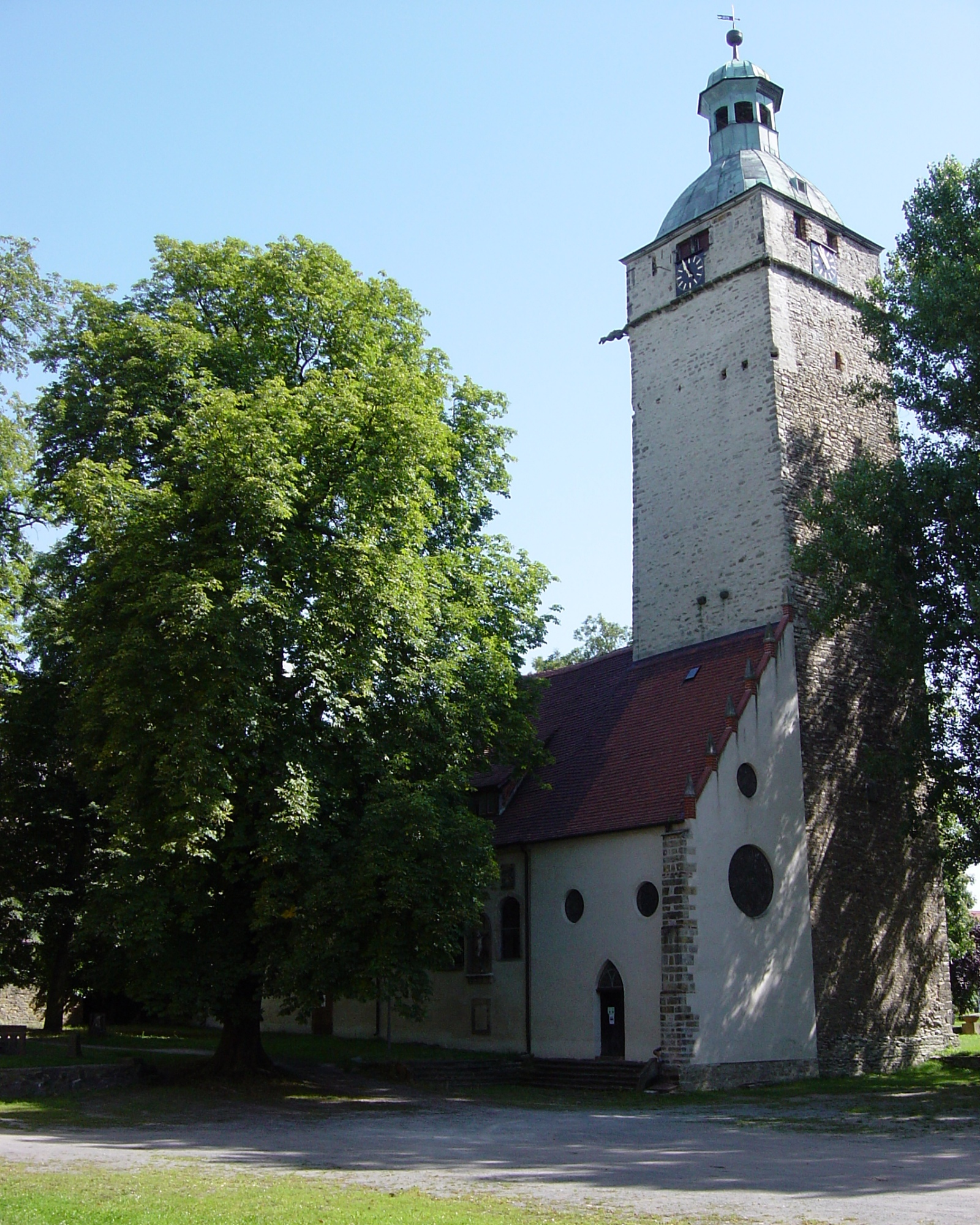
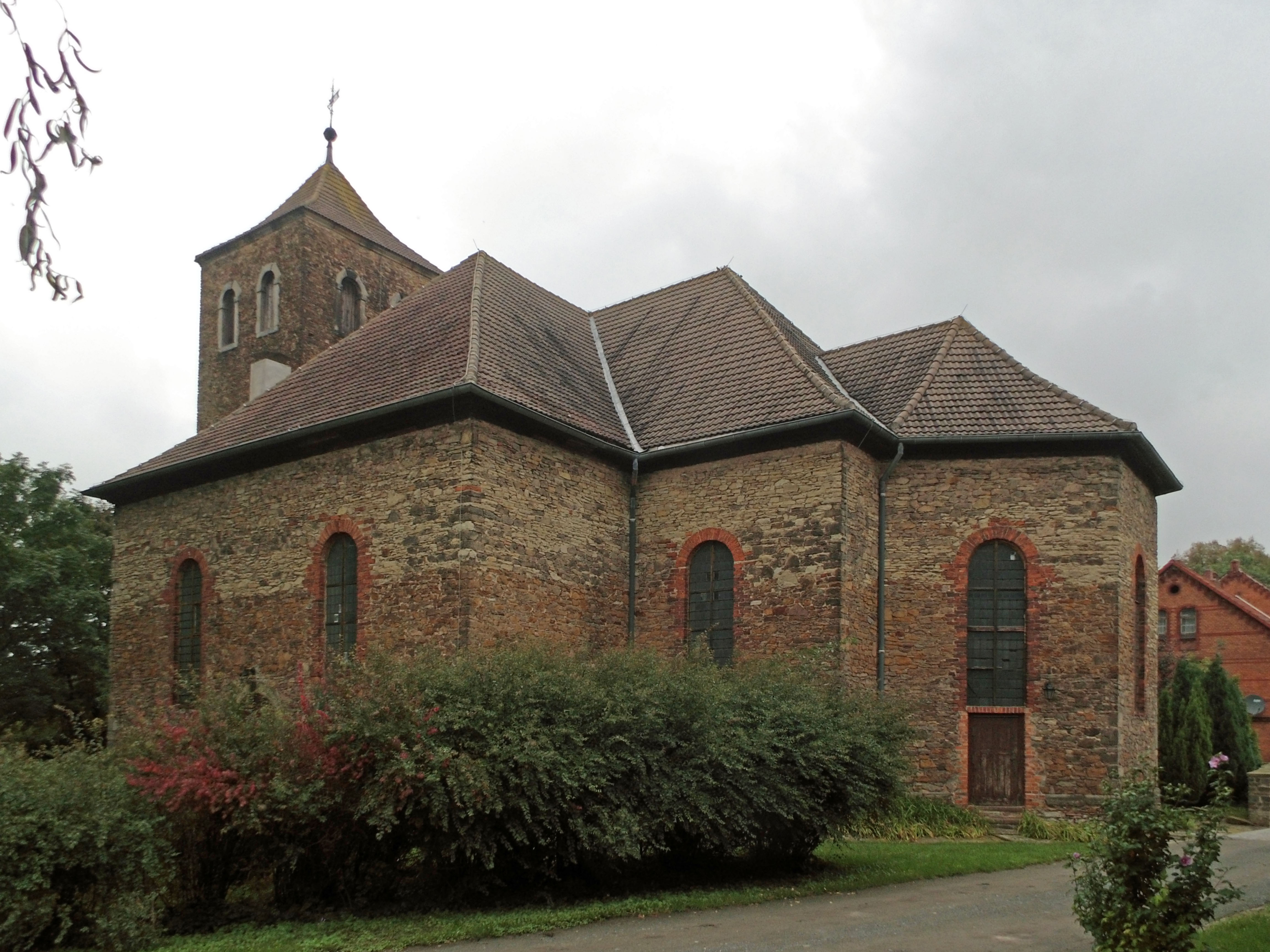
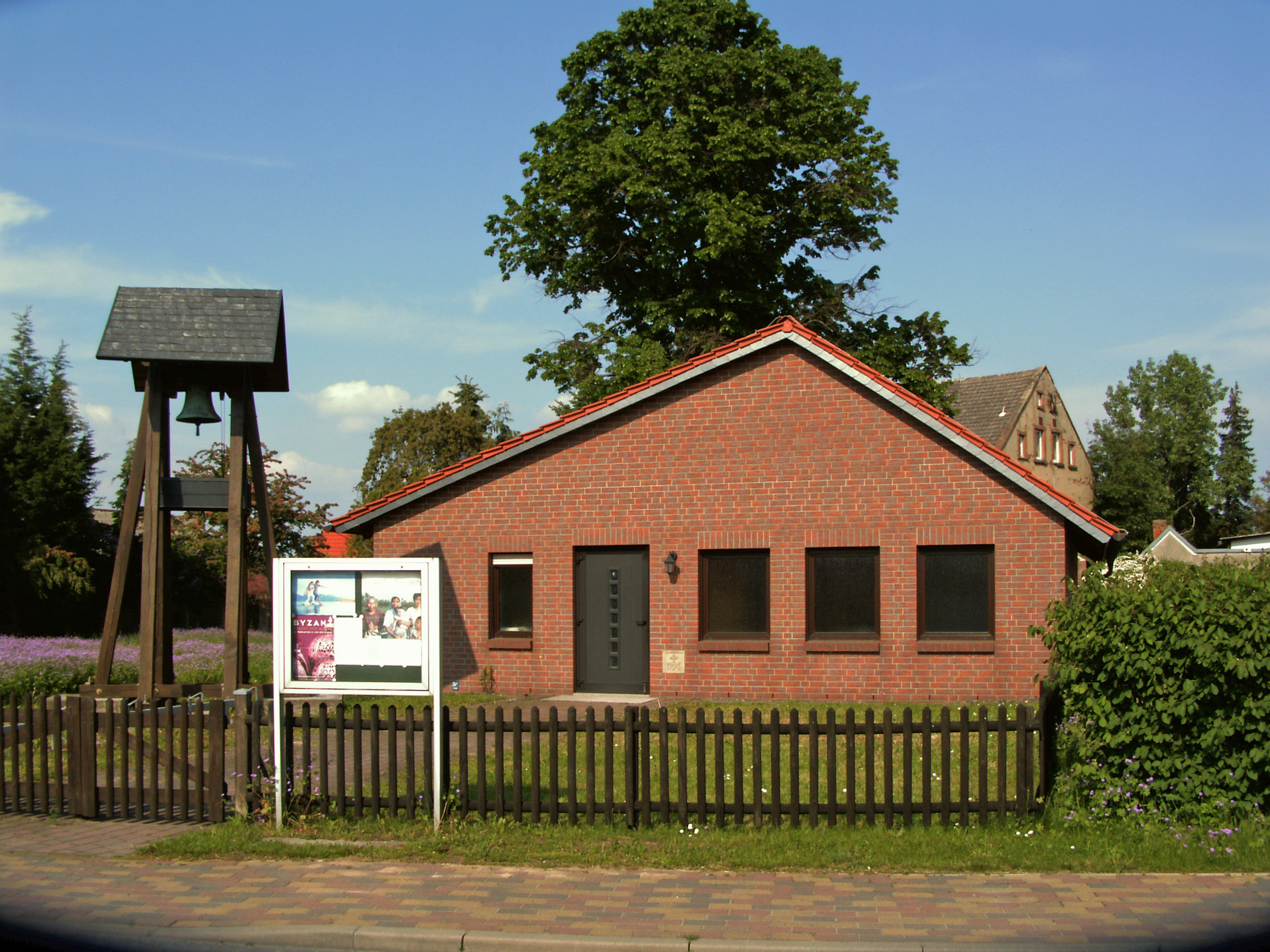